# Suceagu
Suceagu (węg. Szucság) – wieś w Rumunii, w okręgu Kluż, w gminie Baciu. W 2011 roku liczyła 1332 mieszkańców.